# Anamudi
 (juin 2016).
Si vous disposez d'ouvrages ou d'articles de référence ou si vous connaissez des sites web de qualité traitant du thème abordé ici, merci de compléter l'article en donnant les références utiles à sa vérifiabilité et en les liant à la section « Notes et références ».
L'Anamudi, ou Anai Mudi (en malayalam ആനമുടി, littéralement « tête d'éléphant » ou bien « front d'éléphant »,), est un sommet montagneux localisé dans l'État indien du Kerala, dans la chaîne des Ghâts occidentaux. Avec 2 695 mètres d'altitude,, il est le point culminant de cette chaîne montagneuse ainsi que de toute l'Inde péninsulaire,.

## Géographie
Il est situé dans la partie méridionale du parc national d'Eravikulam, près de la jonction avec les monts des Cardamomes et de Palani dans le bassin de la Periyar au Kerala, à une distance de 13 km de Munnar.